# طواف إسبانيا 1983
طواف إسبانيا 1983 هو سباق دراجات هوائية أقيم في إسبانيا بتاريخ 19 أبريل – 8 مايو، تكون السباق من 19 مرحلة وامتدّ لمسافة 3,398 كم، استغرق السباق 94 ساعة 28 دقيقة 26 ثانية. فاز به بيرنار إينو.

## الترتيب
| م                     | الدرّاج      | البلد | الزمن                     |
| --------------------- | ----------- | ----- | ------------------------- |
| الفائز بالترتيب العام | بيرنار إينو | فرنسا | 94 ساعة 28 دقيقة 26 ثانية |